# Болеслав Ольшевський

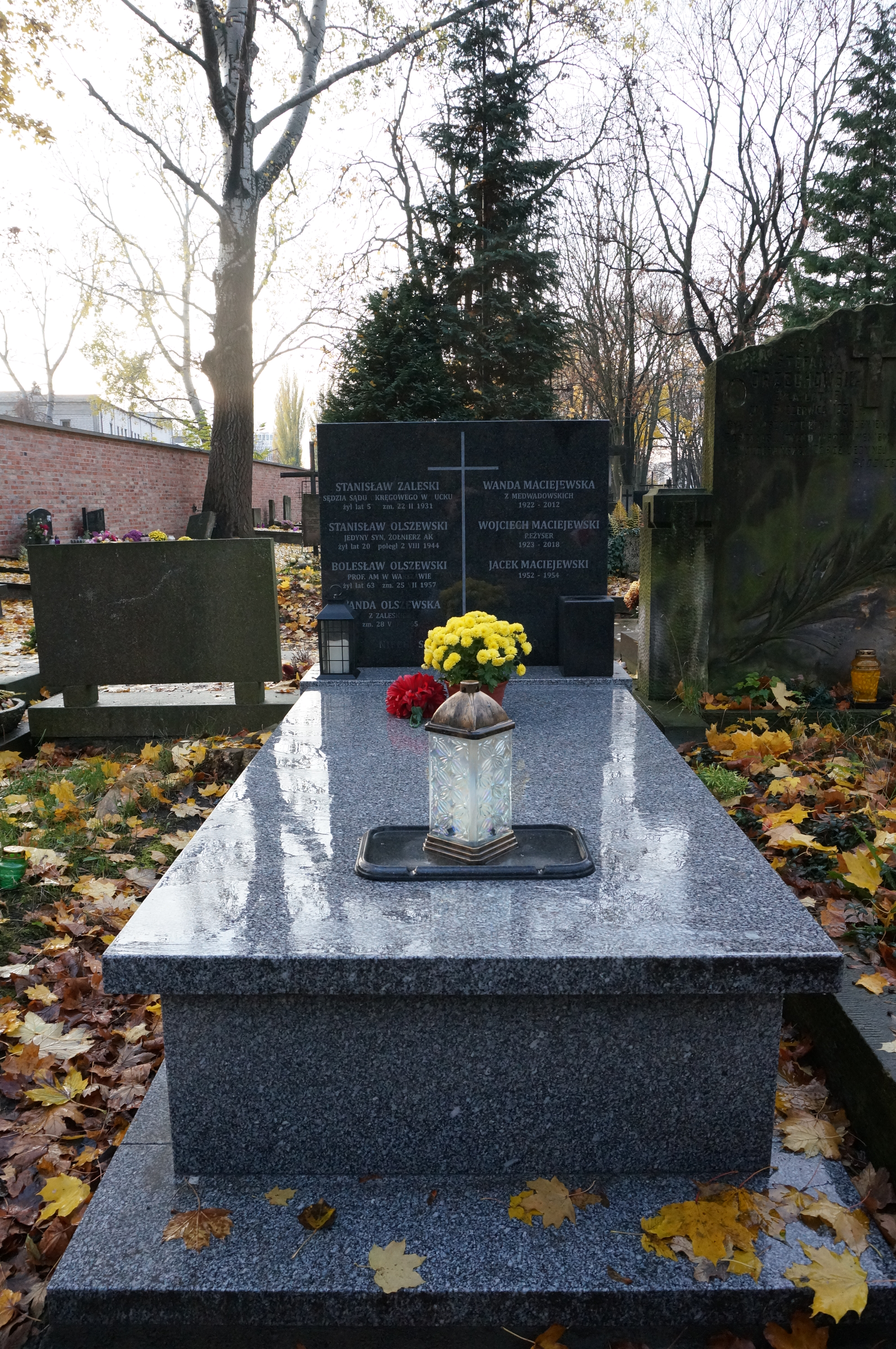
Могила Болеслава Ольшевського на Повонзківському цвинтарі

Болеслав Броніслав Ольшевський (пол. Bolesław Bronisław Olszewski; нар. 27 березня 1889, Рипін — пом. 25 липня 1957, Леба) — польський фармацевт, професор фармацевтичного факультету Варшавського університету.

## Біографія
Закінчивши школу в Плоцьку проходив практику в аптеці у Влоцлавеку, потім вивчав право та фармації в Дорпату, які закінчив 1914 року. Відразу після цього, до 1915 року, він прослухав курс біології та хімії Блюменталя в Москві, завдяки чому отримав право виконувати фізіологічні аналізи. У 1915-1919 рр. проходив фармацевтичну практику в Казані провізором, завідувачем аптеки та аптечного складу і, зрештою, адміністратором аптеки. З 1919 р. по 1920 р. у Орші він був керівником лабораторії та брав участь у розробці навчальної програми для фармацевтів післяреволюційної Росії.
У 1920 році він приїхав до Варшави, де став старшим асистентом кафедри фармацевтичної та токсикологічної хімії. 1924 року він здобув там ступінь магістра, а наступного року обіймати посаду доцента. В наступних роках займався дидактичною та науковою роботою, а 1931 року увінчався докторською дисертацією під назвою «Дослідження розрізнення рослинних олій за розчинністю в сумішах ацетону та метилового спирту». До 1934 року перебував у Франції та Бельгії зі стипендією Фонду національної культури. 1934 року він здобув ступінь габілітації в галузі токсикологічної та судової хімії. З 1937 року очолював кафедру прикладної фармації Варшавського університету, а під час війни він читав лекції з фармації в підпільних класах цього університету.
Після війни брав активну участь у відбудові рідного факультету; став доцентом університету, а в 1946 р. його було призначено деканом університету, а пізніше й деканом Медичної академії у Варшаві (нині Варшавський медичний університет). Його ім'ям названо одне з приміщень в корпусі ВМУ за адресою вул. Банаха.
Був одружений із Вандою Залеською; мали сина Станіслава, який загинув 1944 року, під час Варшавського повстання.
Нагороджений Офіцерським та Лицарським хрестами Ордену Відродження Польщі. Похований на Повонзківському цвинтарі, квартал 338-V-4.